# Jean Ier de Croÿ
Jean Ier, seigneur de Croÿ et d'Airaines, Baron de Renty et de Seneghem (vers 1365, France et mourut à Azincourt le 25 octobre 1415) est le fondateur de la maison de Croÿ.

## Biographie
Ses parents étaient Guillaume, seigneur de Croÿ (après 1384) et Isabeau de Renty.
Jean Ier de Croÿ est à la base de l'ascension de sa famille à la cour de Bourgogne. Il fut au service de Philippe le Hardi et de son fils Jean sans Peur avec la charge de chambellan et comme conseiller.
En 1384, il épousa une riche héritière, Marguerite de Craon (1370-1420), fille de Jean Ier de Craon, qui lui donna 17 enfants dont 7 moururent jeunes et parmi lesquels :
- Antoine Ier de Croÿ, Comte de Porcéan (1385-1475)
- Archambaud (1386 - 25 octobre 1415 à Azincourt)
- Jean (1387 - 25 octobre 1415 à Azincourt)
- Jean II de Croÿ (1395 - 1473), comte de Chimay, fondateur de la lignée de Croÿ-Solre
- Agnès de Croÿ (v. 1386), maîtresse de Jean sans Peur Duc de Bourgogne, avec qui elle eut Jean de Bourgogne évêque de Cambrai[1].

En 1397, Jean acquit la seigneurie de Chimay qui devint ainsi un domaine de la famille de Croÿ. Quatre ans plus tard, il fut nommé gouverneur d'Artois et mena les armées bourguignonnes contre les Liégeois révoltés. Il fut nommé Grand-Bouteiller du roi Charles VI en 1412, après avoir pris part au siège de Bourges.
L'année suivante, il fut capturé par Isabeau de Bavière et emprisonné au château de Montlhéry d'où il réussit à s'évader. Lui-même et deux de ses fils furent tués à la bataille d'Azincourt le 25 octobre 1415.
Il est enterré à l'abbaye de Saint-Bertin à Saint Omer.

## Sources
- « Généalogie »(Archive.org • Wikiwix • Archive.is • Google • Que faire ?)
- Site d'un membre de la famille de Croÿ

- (en) Cet article est partiellement ou en totalité issu de l’article de Wikipédia en anglais intitulé « Jean I de Croÿ » (voir la liste des auteurs).